# Orchestia monticola
Orchestia monticola is een vlokreeftensoort uit de familie van de Talitridae. De wetenschappelijke naam van de soort is voor het eerst geldig gepubliceerd in 1992 door Stock & Abreu.